# Spökskepp
För andra betydelser, se Spökskepp (olika betydelser).
Spökskepp är antingen en båt eller ett fartyg i fiktiva berättelser där spöken finns eller påstås finnas ombord. Det kan också vara en båt eller fartyg som upptäcks driva omkring ute på vattnet utan kontroll av någon besättning (som har dött eller försvunnit på annat sätt). Exempel på sådana båtar är Mary Celeste eller Baychimo.
Begreppet kan också syfta på båtar och fartyg som tagits ur tjänst men ännu inte skrotats, som till exempel Clemenceau.